# Pachybrachis potanini
Pachybrachis potanini là một loài bọ cánh cứng trong họ Chrysomelidae. Loài này được Medvedev & Rybakova miêu tả khoa học năm 1980.